# Ladislau II Jagelão da Polônia
Ladislau II Jagelão (em polaco: Władysław II Jagiełło; em lituano: Jogaila; 1351 – 1 de junho de 1434, Gródek Jagielloński) foi Grão-Duque da Lituânia desde 1377 e, a partir de 1386, tornou-se também rei da Polônia, após casar-se com Edviges I, Rainha Reinante da Polônia, segunda filha dos soberanos angevinos deste país. 
O casamento foi condicionado a uma série de requisitos definidos no Ato de Kreva. Jogaila e outros nobres lituanos tiveram que converter-se ao Cristianismo. Jagelão foi batizado Vladislau.
Até então, os lituanos opunham feroz resistência às tentativas dos Cavaleiros Teutônicos e da Igreja de convertê-los ao Catolicismo. Na Batalha de Tannenberg, sendo as tropas polono-lituanas lideradas pelo príncipe lituano Vytautas, o Grande, Grão Duque da Lituânia, houve a derrota definitiva dos Cavaleiros Teutônicos, pondo fim às Cruzadas no Báltico.
Com a Dinastia Jagelônica inicia-se uma era de expansão, com a Polônia estendendo suas fronteiras ao norte e a leste. Para muitos, é considerado o início da idade de ouro da Polônia, já que o país se torna uma grande potência na Europa,
Os Jagelões governaram ambos os Estados até 1572 e foram uma influente dinastia da Europa Medieval, governando um grande Estado que, além de estar numa posição estratégica, era um grande produtor de grãos.